# فرودگاه سوکچو
فرودگاه سوکچو (به انگلیسی: Sokcho Airport) (به زبان بومی: 속초공항) یک فرودگاه تعطیل با کد یاتا SHO است که یک باند فرود آسفالت دارد و طول باند آن ۱۵۶۰ متر است. این فرودگاه در کشور کره جنوبی قرار دارد و در ارتفاع ۲۸ متری از سطح دریا واقع شده است.